# Liriomyza dianthicola
Liriomyza dianthicola este o specie de muște din genul Liriomyza, familia Agromyzidae. A fost descrisă pentru prima dată de Gustavo Venturi în anul 1949.
Este endemică în Italia. Conform Catalogue of Life specia Liriomyza dianthicola nu are subspecii cunoscute.